# Epigenètica

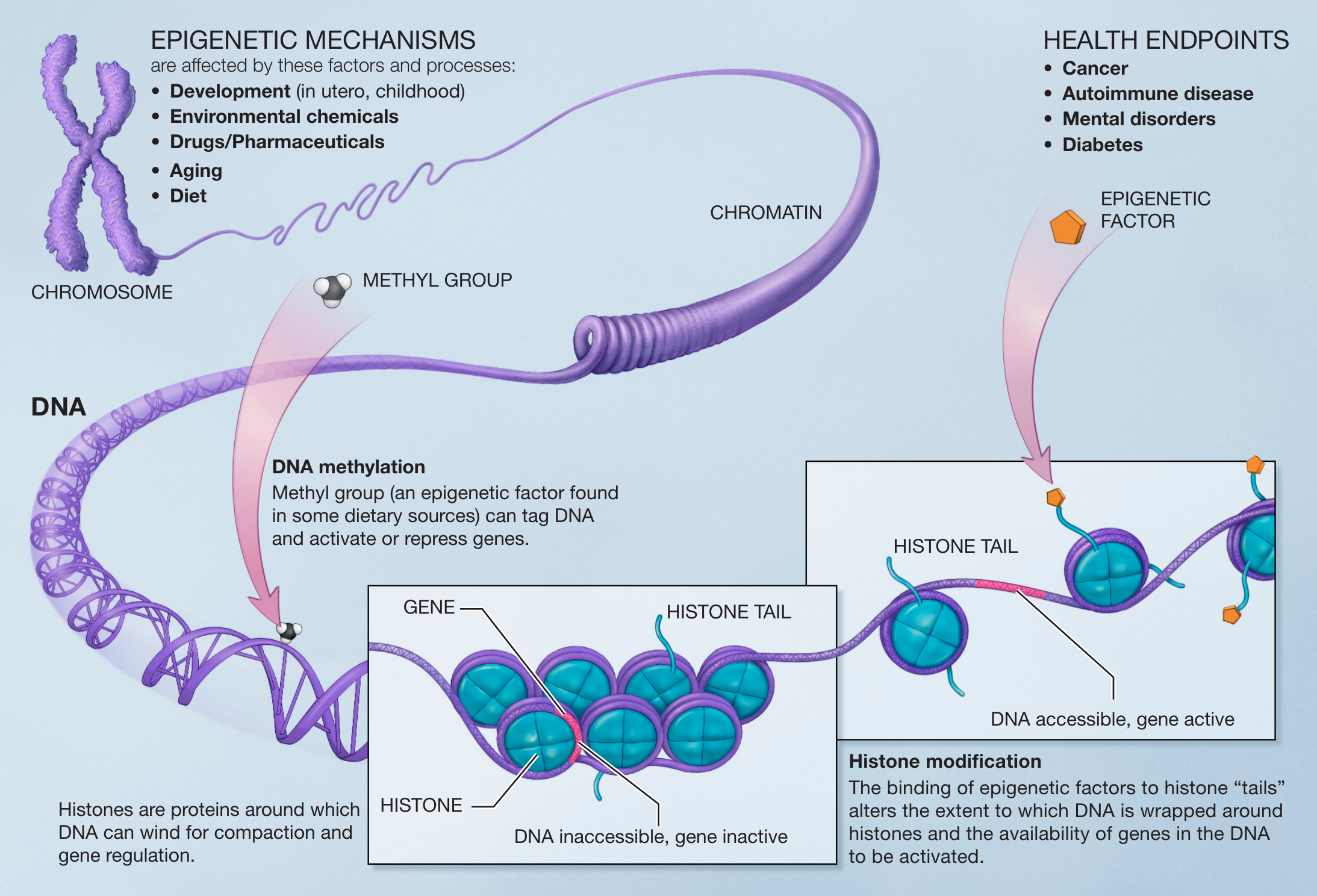
Els mecanismes epigenètics poden ser pertorbats o influïts in utero i en la infantesa. Les histones són proteïnes al voltant de les quals l'ADN es pot enrotllar i el fan més compacte i regulen l'expressió gènica.

L'epigenètica, terme derivat del grec que significa «damunt de la genètica», és una branca de la genètica que estudia com l'ambient i la història de l'individu influeixen en l'expressió dels gens i més exactament el conjunt de la transmissió dels caràcters adquirits d'una generació a l'altra i reversibles de l'expressió gènica sense alteració de la seqüència de nucleòtids. Per tant, estudia els canvis heretables en l'expressió genètica o dels fenotips cel·lulars causats per altres mecanismes que els canvis en la seqüència d'ADN subjacent. Conrad Waddington la definí l'any 1942 com una branca de la biologia.
Els fenòmens epigenètics es posen en evidència en organismes eucariotes i procariotes i en primer lloc en les plantes. Les epimutacions són més freqüents que les mutacions clàssiques en l'ADN. L'epigenoma té una estabilitat dinàmica.
Els fenòmens epigenètics cobreixen les paramutacions, el bookmarking, el gen sotmès a impressió genètica, l'extinció del gen, la inactivitat del cromosoma X, l'efecte de posició, la reprogramació, la transvecció genètica, l'efecte matern, la regulació de les modificacions de la histona i de l'heterocromatina. Estan implicats en l'evolució del càncer, la teratogènesi i les limitacions de la partenogènesi o el clonatge.
Un exemple de canvis epigenètics es troba en el procés de la diferenciació cel·lular en els organismes eucariotes. Durant la morfogènesi les cèl·lules totipotents passen a ser diverses cèl·lules pluripotents de l'embrió que al seu torn passen a ser cèl·lules completament diferenciades. En altres paraules, un sol òvul fecundat (el zigot) canvia a molts tipus de cèl·lules, com ara neurones o les diverses cèl·lules de la sang, a mesura que continua la seva divisió per mitosi. Això ho fa activant alguns gens mentre n'inhibeix d'altres.
En rates de laboratori, per exemple, l'epigenètica explica per què alguns animals hereten l'obesitat i uns altres no ho fan tot i ser idèntics genèticament. En les plantes, que es poden clonar fàcilment, es pot estudiar l'epigènesi més fàcilment que en els humans. Tot i això, en els estudis en humans bessons idèntics s'observen trets biològics diferents explicables pels fenòmens epigenètics.
Durant anys alguns estudis en humans semblaven indicar que s'heretaven característiques adquirides, en contra del dogma de la genètica durant molt de temps. Es pensava que les alteracions provocades per l'ambient no es podien transmetre a les generacions següents. El primer estudi ben documentat d'una possible herència d'alteracions provocades per l'ambient es va realitzar a la universitat sueca d'Umeå. L'anàlisi epidemiològica de diverses generacions de la població d'Överkalix, un petit municipi aïllat al nord-est de Suècia, va demostrar que hi havia una associació entre el règim nutricional de la generació dels avis i l'esperança de vida i la incidència d'algunes malalties en els seus nets. Una penúria alimentaria que van patir els avis paterns a la pubertat, predisposava els seus nets a una supervivència més perllongada i un menor risc de patir diabetis o malalties cardiovasculars en comparació amb els nets d'avis paterns que no varen patir aquesta manca d'aliments. Malgrat que altres estudis també demostraven una influència del règim alimentari sobre el desenvolupament i la salut de les generacions següents, es va descartar que fos fruit d'una herència no lligada al genoma.

## Mecanismes bàsics
A grans trets, els principals mecanismes que hi ha al darrere dels fenòmens epigenètics són la modulació de la modificació de les histones (vegeu figura) (mitjançant l'acetilació, la fosforilació i la metilació), que determina com està estructurat l'ADN en el nucli cel·lular, i la modificació covalent de la mateixa molècula d'ADN per metilació. A continuació s'explicarà què volen dir aquests mecanismes, seguint el resum presentat per Eric J. Nestler.
L'ADN dintre del nucli cel·lular s'enrotlla al voltant d'uns grups de proteïnes anomenades histones. Els «grumolls» d'histones amb l'ADN enrotllat es compacten per formar els cromosomes. Aquest mecanisme, a part d'endreçar l'ADN, també ajuda a regular l'expressió del gens. Si el «grumoll» d'histones és molt compacte, els gens que contenen no es poden expressar i no sintetitzen proteïnes (vegeu figura). Els gens de les zones compactades estan inactius, ja que la maquinària que permet la síntesi de proteïnes a partir del gen no pot accedir-hi.
Quan s'ha de sintetitzar una proteïna determinada, les histones on està el gen d'aquesta proteïna se separen entre si per permetre que la maquinària que sintetitza la proteïna pugui accedir al gen corresponent. L'obertura de les histones facilita que el gen s'activi (vegeu figura).
Unes molècules químiques anomenades «senyals epigenètics» se situen sobre l'ADN o sobre les histones, activant o desactivant el gen corresponent. Uns senyals epigenètics provoquen que les histones s'ajuntin i desactivin els gens que hi ha en aquestes histones. D'altres, com els grups acetil, provoquen el contrari: fan que les histones se separin entre si i que es permeti l'expressió dels seus gens i que se sintetitzin proteïnes.
Per tant, els senyals epigenètics determinen que un segment d'un cromosoma s'obri (les histones se separen les unes de les altres) o es compacti. En el primer cas, els gens corresponents es poden activar i en el segon els gens romanen inactius.
Els senyals epigenètics no empaqueten o desempaqueten els cromosomes directament, sinó que atrauen proteïnes que tendeixen a obrir o tancar el cromosomes. Si una determinada zona d'un cromosoma presenta molts grups metil, aquests atrauen una sèrie de proteïnes que, segons on estiguin aquests grups metil, facilitaran o dificultaran l'activació dels gens de la zona. Si una determinada zona té molts grups acetil, s'atrau un grup de proteïnes que obren els cromosomes i faciliten la seva activació.
Factors ambientals poden influir en el grau de metilació o acetilació d'un determinat gen, i incrementar o disminuir la probabilitat que s'expressi o no. Per exemple, el grup de Michael Meaney va experimentar amb rates mares i les seves cries, i va descobrir que els estímuls corporals vinculats a l'atenció de la mare, com ara llepar netejar o alletar la cria, eliminaven, en les cries, grups metil d'un gen promotor d'un receptor de glucocorticoides en l'hipocamp. Varen demostrar, doncs, que l'estat epigenètic d'un gen podia variar en funció de l'ambient.